# 2013年岐阜縣知事選舉
2013年岐阜縣知事選舉（日語：2013年岐阜県知事選挙），是於2013年（平成25年）1月27日所舉行的日本地方選舉，以決定下任的岐阜縣知事。